# Liste der Pröpste und Äbte des Reichsstifts Ursberg
Dieser Artikel listet chronologisch die Pröpste und Äbte des Klosters Ursberg (1125–1802) auf.

## Pröpste
- 1125–1136: Ulrich I.
- 1136–1173: Grimo
- 1173–1178: Walter oder Walcho
- 1178–1182: Dietrich I.
- 1182/83–1203: Ulrich II. von Hasberg
- 1203–1206: Ulrich III.
- 1206–1214/15: Friedrich I.
- 1215–1226/31: Burchard
- 1226–1240: Konrad I. von Lichtenau
- 1240–1245: Berchtold I.
- 1245–1248: Konrad II. von Winzer
- 1248–1257: Friedrich II.
- 1257–1262: Heinrich I. von Knöringen
- 1262–1268 (erstmals): Hermann
- 1268–1276: Dietrich II.
- 1276–1284 (zum zweitenmal): Hermann
- 1284–1295: Ludwig I.
- 1296–1300: Heinrich II. von Knöringen
- 1300: Albert I. von Esslingen
- 1300–1301: Berchtold II. von Marzello
- 1301–1319: Ludwig II.
- 1310–1325: Heinrich III. von Kirchheim
- 1325–1326: Konrad III.
- 1226–1333: Heinrich IV.
- 1333–1341: Albrecht
- 1341–1349: Heinrich V.
- 1349–1359: Berchtold III.
- 1359/60–1378: Heinrich VI. von Rain (letzter Propst und erster Abt)

## Äbte
- 1378–1398: Albert III:

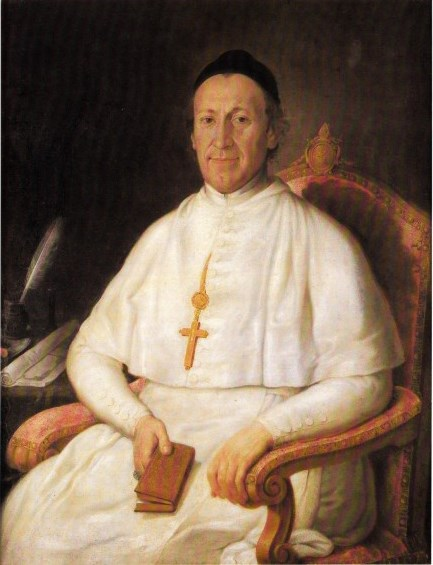
Aloys Högg, der letzte Abt von Ursberg, regierte von 1790 bis 1802.

- 1398–1409: Heinrich VII., der Pfaffenhauser
- 1409–1448: Wilhelm I. Sartor
- 1448–1449: Balthasar Villicus von Sebach
- 1449–1459: Jodocus Seitz
- 1459–1469: Ulrich IV. Seckler
- 1470–1477: Johann I. Gerngroß
- 1477–1500: Johannes II. Ribler
- 1500–1522: Wilhelm II. Henselmann
- 1522–1569: Thomas Mang
- 1569–1575: Georg I. Lechler
- 1575–1589: Georg II. Lock
- 1589–1592: Michael Amann
- 1592–1595: Jakob Miller
- 1595–1617: Johann III. Sausenthaler
- 1617–1628: Vitus Schönheinz
- 1628–1672: Matthäus Hohenrieder
- 1672–1681: Maximilian Endgruber
- 1681–1708: Joseph I. Dürr
- 1708–1729: Joseph II. Höld
- 1729–1746: Johann Evangelist Haller
- 1746–1771: Joseph III. Seitz
- 1771–1790: Wilhelm III. Schöllhorn
- 1790–1802: Aloys Högg